# Meja (wieś)
Meja – wieś w Słowenii, w gminie miejskiej Kranj. W 2018 roku liczyła 30 mieszkańców. 